# 合厦高速动车组列车
合厦高速动车组列车是中国铁路运行于安徽省省会合肥市合肥南站至福建省厦门市厦门北站的高速动车组列车，自2015年7月1日起开行，客运里程1057公里，途经安徽省、江西省、福建省三省，客运乘务由上海局集团合肥客运段担任。其中合肥南站至厦门北站运行6小时1分，使用车次为G1611次，厦门北站至合肥南站运行6小时7分，使用车次为G1612次。

## 历史
2015年7月1日，配合合福客运专线开通，新增合肥南~厦门北G1611/1612次列车。
2023年10月11日，配合甬广高速铁路福州南至北溪头线路所段开通，本对列车在福州站至厦门北站间改经福平铁路、甬广高铁。

## 使用列车
G1611/1612次使用配属于上海局集团合肥南动车运用所的CRH380BL。

## 列车交路
出库→合肥南开G1611至厦门北→厦门北开G1612至合肥南→入库。